# 吳南灝
吳南灝（？年—？年），字幼梁，號昆池。南直隸常州府武進縣（今屬江蘇省常州市武進區）人。明末政治人物。

## 經歷
天啓五年（1625年）乙丑科第三甲第六十三名同進士出身。授福建汀州府上杭縣知縣。
六年（1626年）夏季，上杭縣水災，吳南灝開倉賑濟。時值潮寇一部之武平賊蘇阿婆作亂，吳南灝揀選驍勇的縣民為兵，每次潮寇搶掠武平縣時就督兵協剿，屢次獲勝。
崇禎元年（1628年）四月，由兵備道董象恆率領討伐武平賊，於桐盤嶺大敗之。五月，董象恆督兵攻擊賊軍根據地；賊眾衝擊吳南灝營壘，把總韓應琦與張承祚迎戰，吳南灝指揮甘蓮都司率兵支援，潮寇大敗奔逃，自相踐踏。
七月，武平賊攻武平縣城，吳南灝率上杭縣兵會同武平縣知縣巢之梁擊敗之。十月，武平賊攻象洞，吳南灝督兵至象洞，武平賊從小路突擊，明軍潰敗，潰兵擁吳南灝而退，明軍守備李鐸戰死。十一月，武平賊自佛子皋攻至上杭縣，屯兵於校場前；縣民大為忿恨而願從軍，吳南灝督鄉兵拒戰，激勵兵卒，親冒矢石，大破流賊。福建巡撫表揚之。吳南灝清廉剛介而厚待士卒，嚴格拘束胥吏。
二年（1629年）調閩縣知縣。海盜猖獗，吳南灝剿撫兼施，擒獲海賊首領。
四年（1631年），擢吏科給事中。八月初七日，吳南灝以河南風霾致異、江南大水為災上疏，崇禎帝命勘災一案全都如議酌行。
十月初六日，上言：「日者內臣一舉朝鮑鮑過慮，誠恐內臣與外臣異，則開齮齕之端，同則滋朋比之習。諄諄舉祖制為言夫，亦欲皇上周祥鄭重萬無一誤也。然臣恭繹明旨曰『朕自有裁處。』又責臣等以欺蒙，勗臣等以循職，則知皇上遣內臣第用以察欺玩，非用以掣事權；亦暫用以佐查覈之不逮，非終用以分職掌之攸關。假令前此諸臣能力肩勞怨，實心任事，皇上自可以不遣；今此諸臣能盡破欺蒙，銳意釐弊，皇上必可以撤回。要知黔蜀兩省唇齒輔車之間，調度之設處，挹彼注滋而事已集矣。惟聖明垂聽焉。」章下所司酌議以聞。
十二月十八日，因崇禎帝譴責言官魏呈潤、李日輔，吳南灝上言：「言官無他職，言即其職也。言而當固盡一得之愚，言而不當或亦千慮之失。皇上試思，從來忠邪之分，為戇乎？為諛乎？臣子難易之分，在直乎？在佞乎？假令容容多福，默默取容儘可徼倖無過，其敢於凟奏無已者，必其返之心而惕然不安者也。不則亦其揆之義，而確乎難忍者也。譬如人身有喉舌，宜暢不宜鬱也。出納之間，多所結嗇，一身血脈，必有底滯壅隔之病。言路於國體亦若是而已矣。不特此也，主聖則臣直；堯舜之君在上，蒭蕘工瞽皆得畢吐其血忱，豈職司論列而敢抑塞自處，況乎內臣之遣？皇上亦以為權宜，惟諸臣守經太甚，未識皇上用權苦心，因不惜再三煩凟，今從此被譴，倘垂之史冊，謂『崇禎某年某月，以諫遣內臣，謫言官某某。』不幾為盛明微累乎？惟俯賜優容或併從前詿誤言官槩還故物當必滌心易慮捐頂踵以報聖恩矣。」崇禎帝回應：「呈潤等信口誕肆，臣誼有乖，吳南灝不足凟奏。」
五年（1632年）五月初一日，吳南灝以近日議事任事諸臣多遭到嚴厲譴責，上疏：「諸臣獲罪之由，咎雖在疏拙冒昧，而心皆為國，情實可原。懇賜格外優容，且今熱審屆期，纍囚並蒙軫憫，而一二罪臣顧未蒙寬結，雖下車之澤，有待而望霓之感。良殷懇乞速敕法司詳酌律例，期不負皇上懲創之仁，而復不失罪疑惟輕之意。仍責令任議各臣精白一心，恪共乃職，勿以緘默飬高，勿以瞻顧卸擔。至若臺省班行遣謫調降，漸見落落辰星，尤望皇上於新命諸臣鼓其翻然勃然之節，槩勿為暮氣所乘。臣愚幸甚，諸臣幸甚。」
八月十一日，吳南灝以吏部尚書閔洪學告歸，請慎擇代者以為澄清銓政之本，大略為：「冢臣之任，必品端而後可以一百僚，有正色垂紳之丰骨，何患無鑑空衡平之主裁；若瞻望風氣，取容固寵者，勿貴也。守定而後可以破情面，有得喪不驚之屹操，何患無舉錯合宜之確守；若依回首鼠，市恩避遠者，勿貴也。識超而後可以別流品，有妍媸不爽之權衡，何患無驪黃並登之選舉；若揣摩私意，尊耳賤目者，勿貴也。心虗而後可以詘群策，有集思廣益之公忠，何患無隨材器使之權變；若密恃奧援，違眾用獨者，勿貴也。其次莫如公會推會，推以示無敢專主，即爵人於朝，與眾共之之意也。使僅出諸袖中，而九卿科道無一與，聞名何會推其次，莫如廣諮訪。凡諮訪人材，各衙門發有訪單，俾各舉所知，以備採用此成例也。使徒臨期凑泊，而曾不預儲一料，預發一單，成何諮訪，以至文選為諸司之冠，所以佐冢臣不逮也。可否不妨互酌去取，期合輿情，設選司窺冢臣之旨，而一線交通，冢臣掣選司之肘，而一手握定，無為貴選司矣。即近日題補江西吏曹，前後越次，吳羽文從未有遺議，王三重何遽可彈冠乎？用人舛錯如此，無怪乎有屈宜揚輩認賊作子，以封疆兒戲也。更有說者進退黜陟之權在銓部，而進退未當，黜陟未合，言官得而紏之。自吳彥芳、吳執御、鄧英諸人相繼譴調，無敢復言舉劾，而銓司益得以安意自用，愛則加膝，惡則墜淵。誰為我皇上一力擔承，矢志綜核者，此亦銓政不平之大端也。伏乞皇上加意遴拔，而於冢臣則簡用必核於選司，則責成必專伸言路，以闢賢關鑒前事，以規後效。《易》曰：『高宗伐鬼方，小人勿用。』夫不用小人，而東西盪定，有餘謀矣。」崇禎帝說：「會推銓臣，業已有旨，再令選司加意遴擢，言官秉公持論，自當採納，何云無敢舉劾？」
八月三十日，吳南灝以江南蘇、松、常、鎮四府賦稅為東南最重，奏請稍微放寬參罰以鼓勵撫循；並且姚希孟以武生誤累而竟去講筵，趙東曦緣論列監視，而罪以牽捏，乞念樹人之難，留意轉圜以收後效。崇禎帝駁回說：「有司果循良潔己，字民急公，何至以逋賦？參罰至開復，自有定例，豈容紛議！」
數次上疏如〈議三朝要典疏〉載於《明實錄》、疏諫廢除江南漕糧長運、諫罷司禮監太監張彝憲總理戶工二部錢糧，都卓越有亢直名聲。
卒於任上。贈太常寺卿。入祀上杭縣名宦祠。

## 著作
- 《諸葛忠武侯全書序》

## 家庭
- 姻婭：劉憲章，崇禎十年進士。
- 弟：吳南岱，順治六年進士。

- 子：吳來紱，順治十二年進士。
- 女，適劉元越（1638年－1659年），邑庠生，監察御史劉憲章之五子。